# Teshuvá
Teshuvá (em hebraico תשובה, literalmente retorno) é um elemento de expiação do pecado no Judaísmo. O Judaísmo reconhece que todos pecam em ocasiões, mas que as pessoas podem impedir ou minimizar essas ocasiões no futuro, arrependendo-se das transgressões passadas. Assim, o propósito principal da teshuvá (arrependimento), no Judaísmo, é a autotransformação ética.
Um penitente judeu é tradicionalmente conhecido como baal teshuva.
Também existe um movimento cristão chamado teshuvaísmo, criado em 2016 por Tiago Reggio, fundador da Igreja Cristã Ortodoxa Teshuvaíta. Essa corrente teológica cristã defende o retorno ao cristianismo primitivo, praticando a doutrina, a tradição e a liturgia da Igreja primitiva, mas mesclando com alguns elementos litúrgicos modernos. A ênfase doutrinária do teshuvaísmo é a restauração do ser humano, da Igreja e de todas as coisas, levando uma vida de arrependimento diário e busca por santificação baseada principalmente na Didaquê.

## Arrependimento e a criação
De acordo com o Talmude, Deus criou o arrependimento antes de criar o universo físico, tornando-o uma das primeiras coisas criadas.

## Quando se arrepender
Deve-se arrepender-se imediatamente. Uma parábola é contada no Talmude que o Rabino Eliezer ensinou a seus discípulos: “Arrependam-se um dia antes de morrer”. Os discípulos questionaram educadamente se alguém pode saber o dia da sua morte, então o Rabino Eliezer respondeu: "Mais uma razão, portanto, para se arrepender hoje, para que não morra amanhã."
Por causa da compreensão do Judaísmo sobre o processo anual do Julgamento Divino, os judeus acreditam que Deus está especialmente aberto ao arrependimento durante o período que vai do início do mês de Elul até a época das Grandes Festas, ou seja, Rosh Hashaná (o Dia do Juízo), Dez Dias de Arrependimento, Yom Kippur (o Dia da Expiação) e, de acordo com a Cabalá, Hoshaná Rabá. Outro bom momento para se arrepender é perto do fim da vida. Outra ocasião em que o perdão é concedido é sempre que toda a comunidade se reúne e clama a Deus de todo o coração devido à sua angústia.